# Zahra Nemati
Zahra Nemati (en persa: زهرا نعمتی‎, nacida el 30 de abril de 1985) es una arquera iraní que ha participado tanto en Juegos Olímpicos como en Juegos Paralímpicos. Originalmente competía en taekwondo hasta que sufrió un accidente de auto. En los Juegos Paralímpicos de Londres 2012 obtuvo dos medallas: un oro individual y un bronce en equipo.
Ha clasificado tanto para los Juegos Olímpicos de Río de Janeiro 2016 como para los Juegos Paralímpicos de Río de Janeiro 2016.

## Carrera deportiva
Nemati nació en Kermán, Irán. En 2003 se lesionó gravemente en un accidente de auto, que le ocasionó daños en la columna y parálisis en las dos piernas.
Previo a sus lesiones, Nemati era cinturón negro en taekwondo. Comenzó a practicar arquería en 2006 y seis meses más tarde terminó tercera en los campeonatos nacionales, compitiendo contra atletas que no tenían ninguna discapacidad.
Nemati fue seleccionada para competir por Irán en los Juegos Paralímpicos de 2012, que se realizaron en Londres, Reino Unido, donde ganó dos medallas, convirtiéndose en la primera mujer iraní en ganar sendas medallas de oro tanto en Juegos Olímpicos como Paralímpicos. En arquería se ubicó primera en la ronda clasificatoria con un puntaje de 613, venció en octavos de final por 6-0 a Mariangela Perna, de Italia. En cuartos de final venció a la arquera turca Gizem Girismen por 6-0 y avanzó a la competencia por el oro ganando la semifinal contra otra italiana, Veronica Floreno. Nemati enfrentó a Elisabetta Mijno (también de Italia) en la final a quien venció por 7–3. Le dedicó su medalla dorada a "toda la gente que rezó por mí para obtener este triunfo".

En la competencia por equipos, Nemati integró el equipo iraní con Razieh Shir Mohammadi y Zahra Javanmard. Obtuvieron el segundo lugar en la ronda clasificatoria con 1646 puntos y vencieron a República Checa en los cuartos de final. En la semifinal fueron vencidas por Corea del Sur por 192–186, y luego se impusieron frente a Italia por 188–184 por la medalla de bronce.
En el Campeonato Mundial de Para-Arquería de 2013, celebrado en Bangkok, Tailandia, obtuvo la medalla dorada a nivel individual y la medalla de bronce en la competición por equipos.

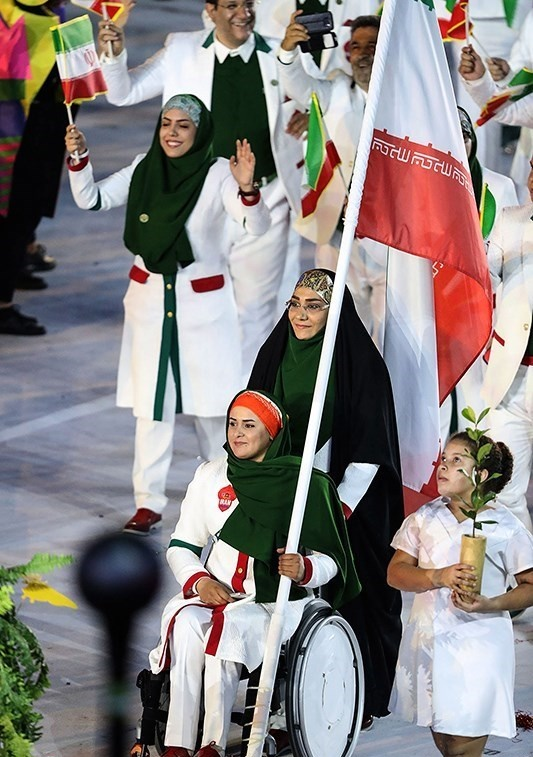
Nemati como abanderada en los Juegos Olímpicos de 2016

En 2015, Nemati hizo historia al lograr la clasificación tanto para los Juegos Olímpicos como para los Juegos Paralímpicos de Río de Janeiro. Clasificó para los Juegos Olímpicos al obtener el segundo puesto individual en el Campeonato Asiático de Arquería en 2015 en Bangkok, antes de obtener la medalla de oro en el Campeonato Asiático de Para-Arquería en el mismo año, lo que la clasificó a los Juegos Paralímpicos. Es la primera arquera en clasificar para los dos Juegos en el mismo año desde la italiana Paola Fantato en 1996.
En enero de 2016 fue elegida para ser la abanderada del equipo olímpico iraní para la ceremonia de apertura de los Juegos Olímpicos de Río de Janeiro 2016.